# Турнир по класическа борба за кадети „Георги Райков“
Турнирът по класическа борба за кадети „Георги Райков“ е ежегоден спортен празник в град Копривщица, в памет на именития български състезател по класическа борба Георги Райков.
Турнирът „Георги Райков“ за първи път е организиран под патронажа на Българската федерация по борба (БФБ) и Община Копривщица през 2007 г. Откриването на турнира се извършва в двора на Старото училище „Св. св. Кирил и Методий“ от председателя на постоянната комисия по образование, култура, спорт и вероизповедания към Общински съвет, Копривщица.
Във финансирането на състезанията, освен главните организатори взимат участие спортисти и предприемачи от Копривщица. Радетели за учредяването и провеждането им са бивши имена от федерацията по борба като Филип Кривиралчев и Бобе Доросиев, треньори извели Националния отбор на България по класическа борба, до редица отборни и индивидуални титли от Световни, Олимпийски и Европейски турнири. Сред тези имена са тези на: Александър Томов и Георги Мърков. Гости в дните на турнира са Стоян Балов, Петър Балов, Павел Павлов и други.
В провеждането на турнира на тепиха се изявяват спортисти от редица спортни клубове от страната – „Левски“ и ЦСКА от София, Кюстендил, Самоков, Монтана, Етрополе, Враца, „Берое“ – Стара Загора, „Локомотив“ – Пловдив, „Черноморец“ –  Бургас, Ловеч, както и от страна на домакините от Копривщица. В някои случаи призовете на победителите се връчват от съпругата и дъщерите на покойния Георги Райков. Паметта на патрона на празника те почитат, като подаряват фланелки и с неговия лик.
На 4 септември 2023 г. по време на провеждането на турнира е връчена за първи път новоучредената купа „Филип Кривиралчев“. Тя е учредена от Анелия Андреева и Антоанета Гуглева.